# The Little Fool

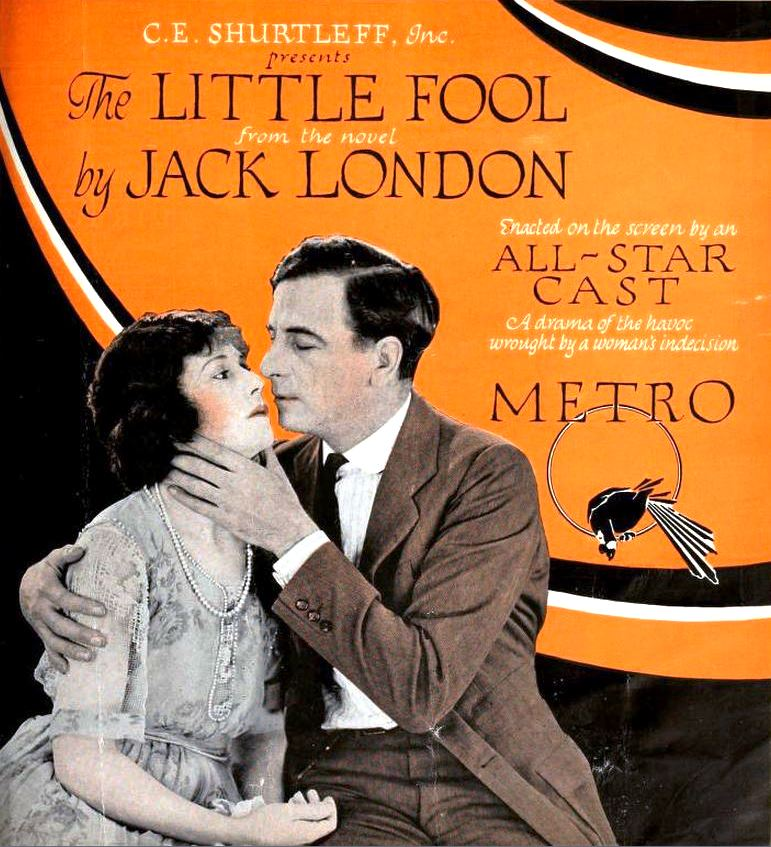
Annonce pour le film dans The Film Daily.

The Little Fool est un film américain réalisé par Phil Rosen, sorti en 1921.

## Synopsis
En Californie, la famille Forrest possède une maison somptueuse dans un ranch magnifique. Richard Forrest est un jeune homme plein d'énergie, d'intelligence et de ressources, qui a su faire fructifier son héritage. Sa femme, Paula, est aussi charmante et gâtée qu'elle l'était lorsqu'il l'avait amenée chez lui il y a dix ans. Les invités des Forrest passent des heures inoubliables au ranch, où ils trouvent un mélange unique de liberté et de confort. Un ami d'enfance de Richard, Evan Graham, vient un jour rendre visite à la famille et a la chance de voir Paula et ses sœurs dans la piscine. Lorsque Paula se lance dans un saut audacieux du haut de la falaise, Evan tombe amoureux de la jeune fille inconnue et dit à son hôte : « Toute ma vie, j'ai attendu une femme comme celle-là, et je l'ai enfin trouvée. » Richard répondit d'un ton fantasque : « Eh bien, il faudra attendre encore un peu. C'est ma femme ! ». C'est ainsi qu'Evan rencontra son hôtesse, avec qui une amitié très heureuse s'établit et, tandis que Richard est occupé à ses affaires, Evan et Paula passent ensemble des moments innocents et joyeux. Richard n'étant pas d'un tempérament jaloux, disant à l'occasion que l'amour seul était le lien important et que si jamais Paula cessait de l'aimer, elle serait libre de partir.

## Fiche technique
- Réalisation : Phil Rosen

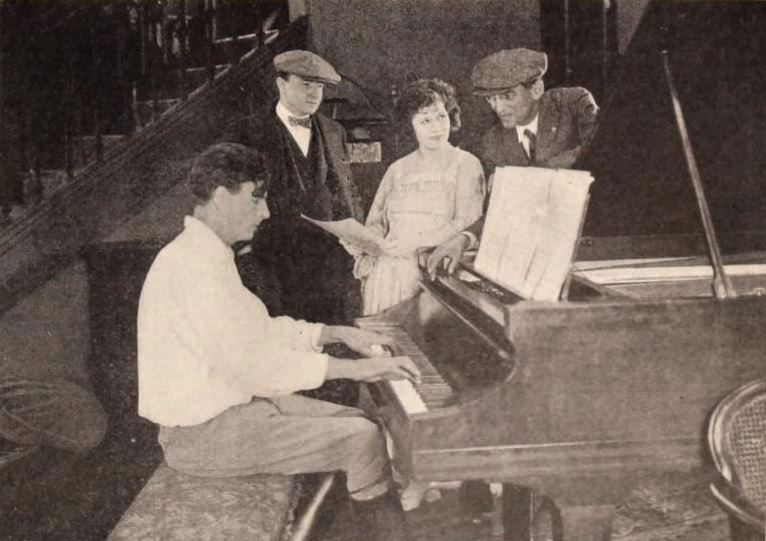
Milton Sills au piano, jouant pour l'auteur Arthur Somers Roche, Ora Carew, et le réalisateur Phil Rosen.

- Scénario : Milton Sills, Frances Wadsworth, Nigel Barrie
- Production : Metro Pictures
- Durée : 60 minutes
- Date de sortie : 1er mai 1921

## Distribution
- Milton Sills : Dick
- Frances Wadsworth : Florence
- Nigel Barrie : Evan
- Ora Carew
- Byron Munson
- Peggy Prevost
- Helen Howard